# NGC 2975
NGC 2975 est une vaste et lointaine galaxie lenticulaire située dans la constellation de l'Hydre. NGC 2975 a été découverte par l'astronome américain Ormond Stone en 1886.

## Caractéristiques
Sa vitesse par rapport au fond diffus cosmologique est de 16 539 ± 51 km/s, ce qui correspond à une distance de Hubble de 244 ± 17 Mpc (∼796 millions d'al).
En raison d'une brillance de surface égale à 14,17 mag/am2, on peut qualifier NGC 2975 de galaxie à faible brillance de surface (LSB en anglais pour low surface brightness). Les galaxies LSB sont des galaxies diffuses (D) avec une brillance de surface inférieure de moins d'une magnitude à celle du ciel nocturne ambiant.